# 淇县站
淇县站是一个京广铁路上的铁路车站，位于河南省鹤壁市淇县朝歌街道，是中国铁路郑州局集团新乡车务段管辖的三等站，现办理货运业务。
淇县站建于1907年。1954年因淇县并入汤阴县而更名为朝歌站；随后铁路建设复线时，车站南移0.5公里。1962年淇县恢复建制，本站复名淇县站。